# آلفردو جاکوبو
آلفردو جاکوبو (به انگلیسی: Alfredo Jacobo) (زادهٔ ۷ آوریل ۱۹۸۲) شناگر اهل مکزیک است.